# Haastadler
Der Haastadler (Hieraaetus moorei, Synonym: Harpagornis moorei) war mit etwa 10–18 kg Gewicht und einer Spannweite von drei Metern der größte Greifvogel der Neuzeit. Der Haastadler lebte in Neuseeland und jagte hauptsächlich die verschiedenen Moas, vermutlich aber auch verschiedene andere große flugunfähige Vögel, wie etwa die bis 18 kg schwere Südinsel-Riesengans (Cnemiornis calcitrans). Zusammen mit diesen und anderen Tieren verschwand der Haastadler relativ bald, nachdem die Vorfahren der heutigen Māori Neuseeland besiedelt hatten.

## Name
Die Māori nannten den Vogel Te Pouakai oder Te Hokioi, wobei der zweite Name bevorzugt wurde und wohl eine lautliche Entsprechung des Schreis war: Hokioi-Hokioi. Es existiert eine alte Māori-Felszeichnung, die einen Menschen mit zwei sehr großen, toten Vögeln zeigt. Während der eine wohl einen Albatros darstellt, wird der andere als Abbildung eines Haastadlers angesehen. Die erste wissenschaftliche Beschreibung stammt von Julius von Haast (1874), der ihn nach George Henry Moore benannte, dem Eigentümer des Glenmark-Anwesens, auf dem Knochen des Vogels gefunden wurden.

## Beschreibung
Dem Haastadler wurde nachgesagt, er sei ein Menschenfresser. Im Gegensatz zu den Moas wurde er wie viele andere Greifvögel möglicherweise zielgerichtet ausgerottet. Das schnelle Verschwinden seiner Hauptbeute, der Moas, und anderer großer flugunfähiger Vögel dürfte sein Aussterben noch beschleunigt haben. Es existiert eine Reihe von fossilen Funden, darunter drei vollständige Skelette und von Siedlern bearbeitete Knochen. Es wird angenommen, dass er zusammen mit den Moaarten im 14. oder 15. Jahrhundert ausstarb, jedoch gab es bis ins 19. Jahrhundert Berichte über angebliche Sichtungen von großen Adlern. Um das Jahr 1905 wurde angeblich noch ein Adlernest gesichtet, was jedoch sehr unwahrscheinlich ist.
Der Haastadler füllte eine besondere Lücke in der von Vögeln dominierten neuseeländischen Tierwelt, in der es außer einer etwa 60 cm großen Riesengeckoart (Kawekaweau-Gecko) nie Bodenraubtiere gab. Die Beute wurde mit besonders langen und kräftigen Krallen durchbohrt, die teilweise große Knochen durchschlugen.

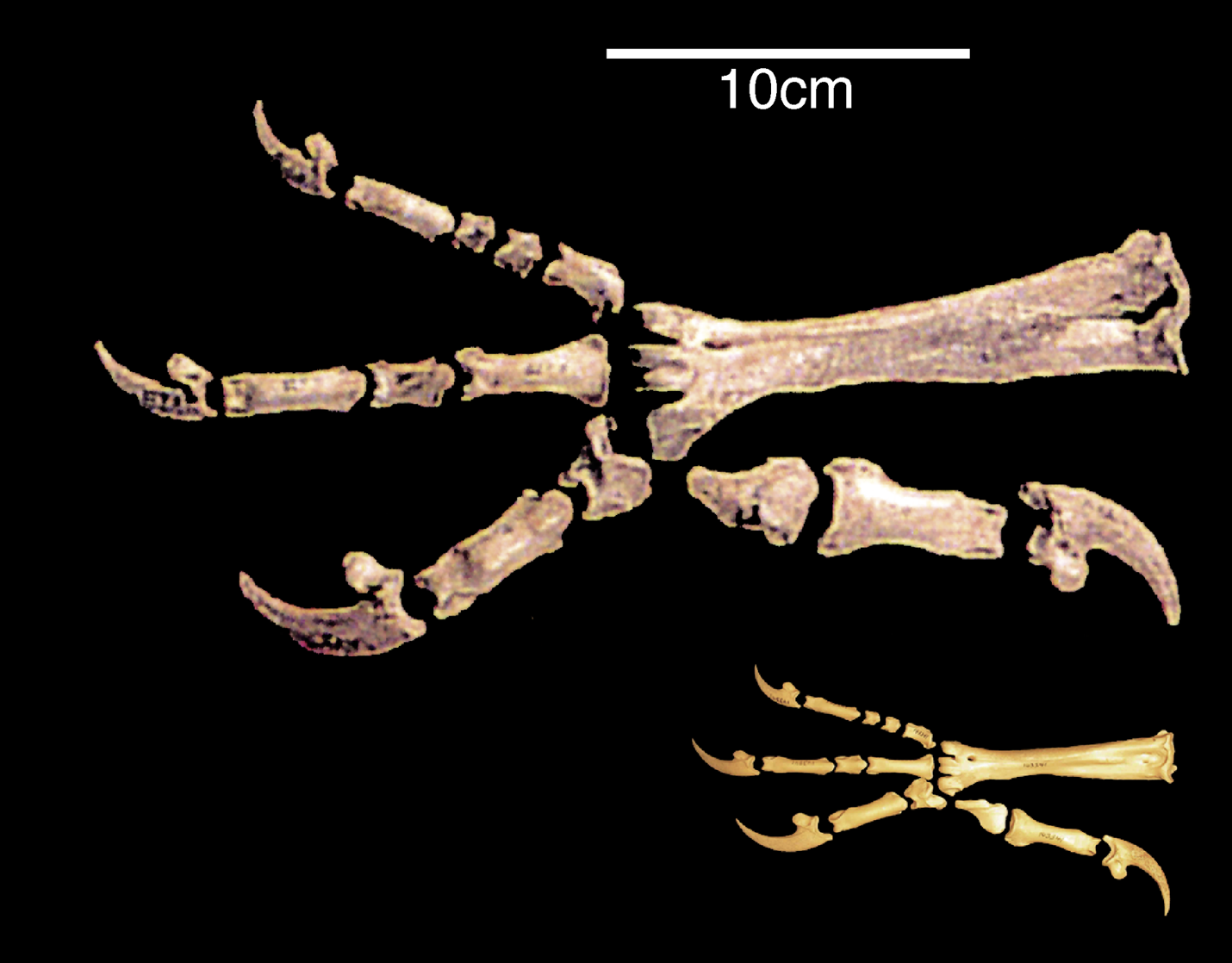
Vergleich Krallen des Haastadlers (oben) mit denen des Kaninchenadlers

Wahrscheinlich wartete er auf einem erhöhten Platz, etwa einem Baum, auf vorbeilaufende Beute und stürzte sich dann mit hoher Geschwindigkeit auf sie.
DNA-Analysen zeigen, dass der Haastadler genetisch eng verwandt war mit dem eurasischen Zwergadler (Hieraaetus pennatus) und dem Kaninchenadler (Hieraaetus morphnoides) und nicht, wie ursprünglich vermutet, mit dem australischen Keilschwanzadler (Aquila audax). Der Zweig des Haastadlers entwickelte sich vor etwa 700.000 bis 1,8 Millionen Jahren. Die Zunahme des Eigengewichtes um den Faktor 10 bis 15 in dieser Zeitspanne stellt eine der schnellsten evolutionären Größenzunahmen dar, die bisher bei Wirbeltieren beobachtet wurden. Sie wurde vermutlich durch die Anwesenheit großer Beute und die Abwesenheit anderer großer Jäger begünstigt.